# Де Гер, Клас
Клас де Гер (нидерл. Klaas de Heer,18 июня 1829 — 18 сентября 1904) — нидерландский шашист и шахматист, один из сильнейших в Голландии во 2-й половине XIX века.

## Биография
В середине XIX века сильнейшим мастером игры в стоклеточные шашки в Нидерландах считался Арис де Гер (1805 - 1874), который основал своего рода шашечную династию. После него сильнейшими в Голландии считались его сыновья Клас, Корнелис и Ян. В 1870 году Клас де Гер вышел победителем в однодневном шашечном турнире в Пюрмеренде, собравшем сильнейших шашистов Северной Голландии. В 1877 году снова в Пюрмеренде де Гер повторил свой успех. В 1878 году де Гер побеждает в двух турнирах в Hoogkarspel и в Wieringerwaard. В 1881 году де Гер победил в турнире, проведённом в его родном Мидденбемстере. В 1885 году де Гер выигрывает в Алкмаре своеобразный смешанный турнир по шашкам и шахматам. В 1886 году Клас де Гер занял 3 место в международном турнире в Амьене, являвшемся неофициальным чемпионатом мира своего времени. В дальнейшем уступил первенство в Голландии Антонию Зоммердейку. Занимался организацией шашечной жизни и был председателем шашечного клуба в Бемстере. Клас де Гер был также сильным шахматистом. В 1861 году он сыграл две партии с Адольфом Андерсеном, одну из которых выиграл, а одну проиграл.